# کابوس کرکس‌ها
کابوس کرکس‌ها فیلم مستندی دربارهٔ تاریخچه فناوری پهپاد و توانمندی دفاعی ایران در حوزه هواپیماهای بدون سرنشین است.

## موضوع
در این مستند پاسخ ایران در برابر حمله احتمالی اسراییل شبیه‌سازی شده است.
در این مستند یکی از سناریوهای ایران برای پاسخ به گزینهٔ حملهٔ نظامی ایران به تصویر کشیده است. در این مستند انواع پهپادهای ساخته شده در ایران از جمله مهاجر، مهاجر۴، کرار، ابابیل۱، ابابیل ۲ به تصویر کشیده شده است.

## نمایش
این مستند در ۱۵ بهمن ۱۳۹۲ نمایش داده شد. نمایش این مستند با واکنش رسانه‌های صهیونیستی روبرو شد.